# Francisco García Fernández
Francisco García Fernández (Ferrol, La Coruña, España, 1 de julio de 1951) es un exfutbolista español que se desempeñaba como centrocampista.

## Clubes
| Club                         | País   | Año       |
| ---------------------------- | ------ | --------- |
| R. C. Deportivo de La Coruña | España | 1975-1985 |